# Hjalmar Siilasvuo
Hjalmar Fridolf Siilasvuo, född Hjalmar Fridolf Strömberg den 18 mars 1892 i Helsingfors, död 11 januari 1947 i Limingo, var en finländsk general som ledde finländska trupper i vinterkriget, fortsättningskriget och lapplandskriget.
Som överste ledde Siilasvuo det finländska försvaret vid Kuhmo och i slaget vid Suomussalmi. Under fortsättningskriget ledde han III Kåren i norra Finland 1941 och på karelska näset 1944. Efter freden med Sovjetunionen fick han kommandot över de finländska styrkorna vid lapplandskriget. Den 21 december 1944 tilldelades han Mannerheimkorset.
Hans son Ensio Siilasvuo (1922-2003) blev också general i Finländska armén.
Siilasvuo skrev också två böcker om sina krigserfarenheter; "Striderna i Suomussalmi" (Holger Schildts förlag, 1940) samt "Kampen i Kuhmo 1939-1940" (Holger Schildts förlag, 1944).

## Utmärkelser
- Frihetskorsets Mannerheimkors av 2. klass,  21 december 1944
- Finlands Vita Ros orden
- Tyska örnens orden
- Kungliga Svärdsorden
- Ärekorset
- Järnkorset

[Redigera Wikidata]